# Сигізмунд Ріттер фон Пйомбацці
Сигізмунд Ріттер фон Пйомбацці (нім. Sigismund Ritter von Piombazzi) — австро-угорський дипломат. Генеральний консул Австро-Угорщини в Одесі (1886—1891)

## Життєпис
Народився у Вельштіролі (Трентіно), до свого призначення керував консульством у Пловдіві (Східна Румелія). Після свого офіційного призначення генеральним консулом в Одесі 29 грудня 1886 року, він прибув на своє нове місце роботи 9 травня 1887 року. Маючи незадовільний стан здоров'я, Пйомбацці не вдалось налагодити в Одесі активної консульської діяльності.
Він помер 17 лютого 1891 року від серцевої недостатності